# Francesco Messina
Francesco Měssina (15. prosince 1900, Linguaglossa, Sicílie – 13. září 1995, Milán) byl italský sochař, přední představitel italského figurálního sochařství 20. století, programový realista. Je autorem několika desítek monumentálních, většinou kamenných soch a pomníků, často duchovních námětů.

## Život a kariéra
Francesco Messina se narodil na Sicílii v obci Linguaglossa, v provincii Katánie do chudé venkovské rodiny. Vyrůstal v Janově, kde do svých třiceti let studoval a poté odešel do Milána. Tam kromě vlastní tvorby vyučoval na Akademii výtvarných umění.

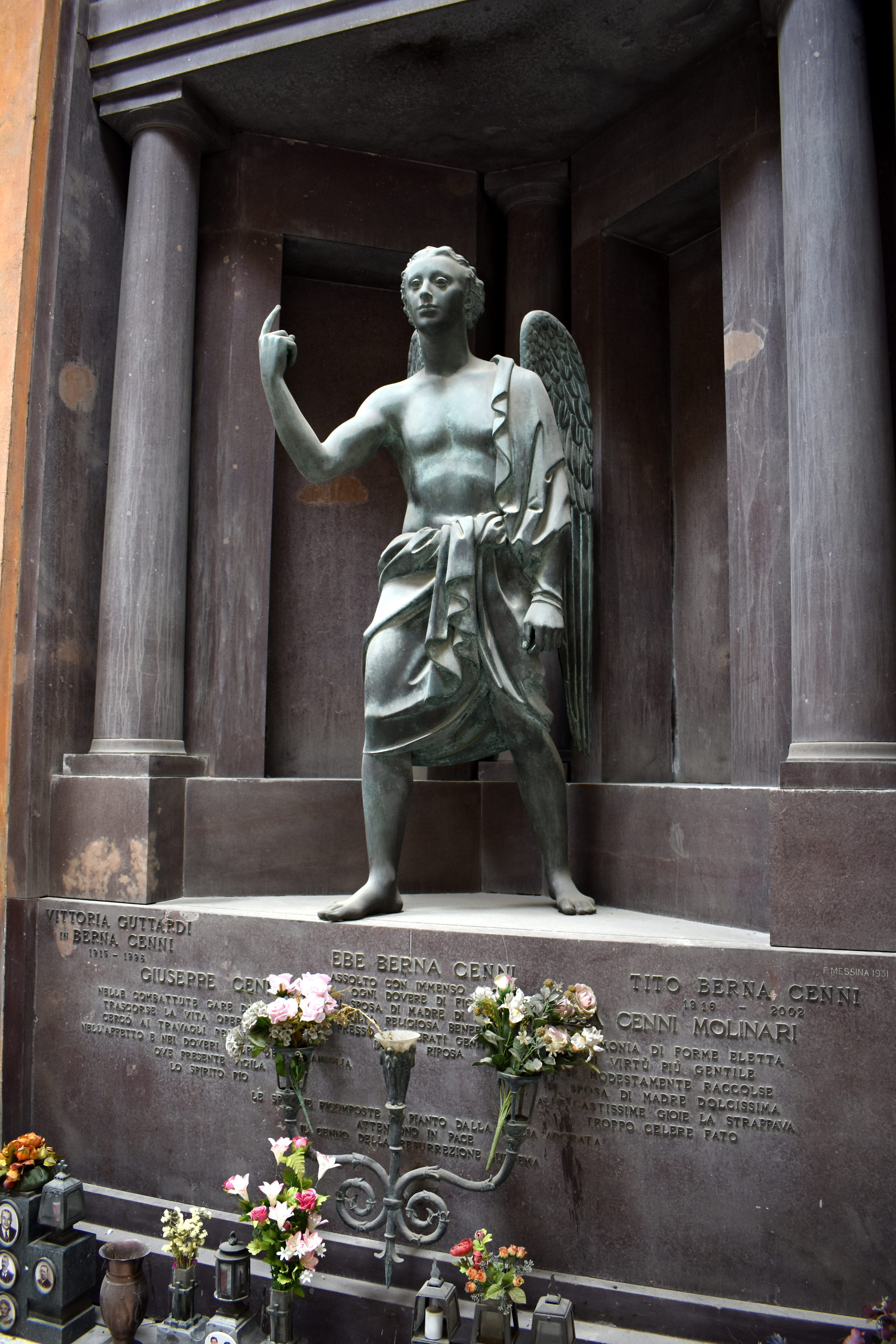
Socha anděla na hrobce rodiny Cenni, hřbitov v Janově

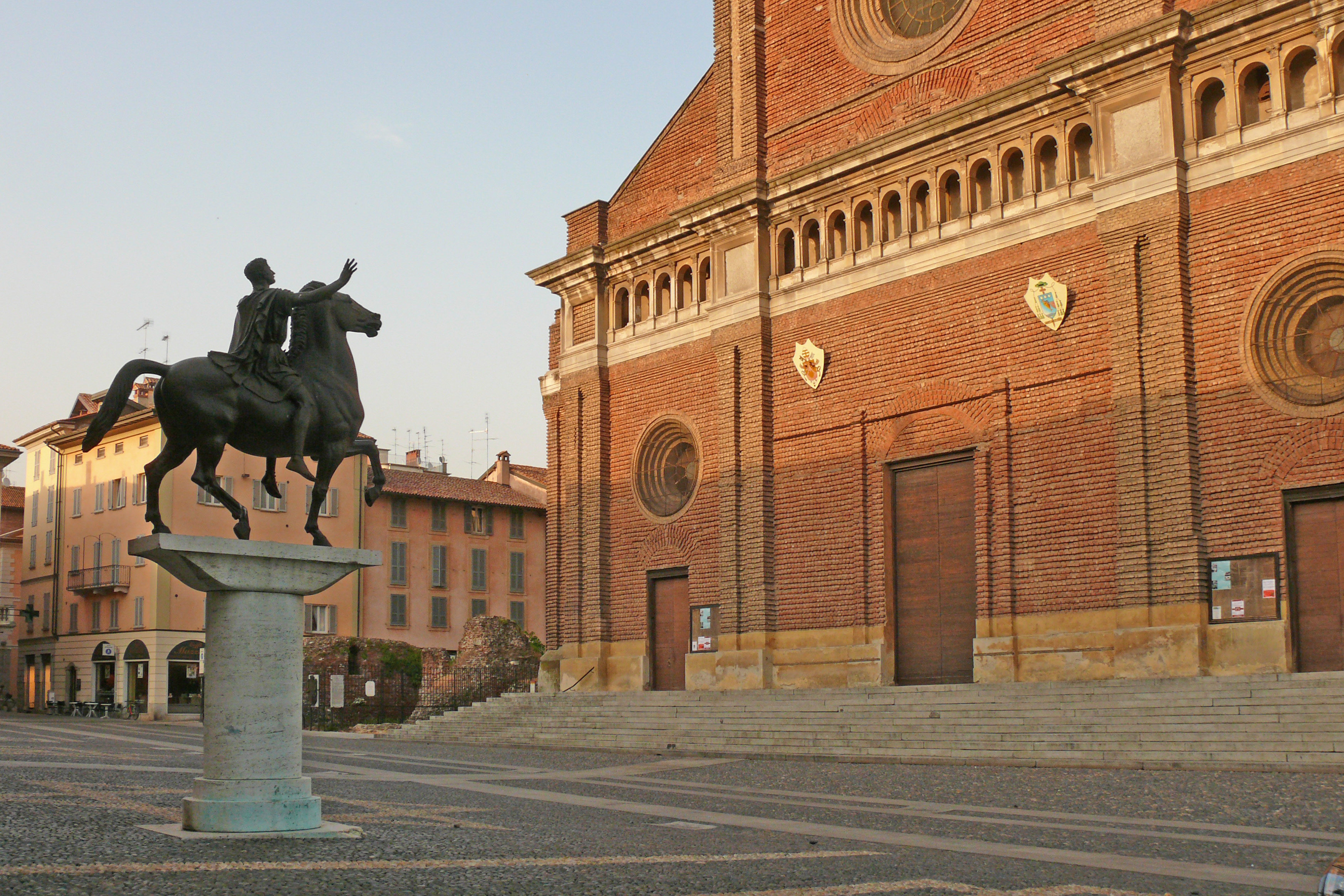
Regisole - Sluneční král, bronz, 1937, před dómem v Pavii

Spolu s Giacomem Manzù a Marinem Marinim bývá považován za jednoho z největších italských sochařů figurálního umění 20. století. Oproti jejich avantgardnímu pojetí forem zůstal tradicionalistou. Jeho anatomicky budované figury vycházejí z tradice italské renesanční plastiky.

## Dílo
Je autorem portrétů, ženských aktů i velkých monumentů osobností duchovního života. Vytvořil například dvě verze sochy Svaté Kateřiny Sienské, monumentální bronzovou verzi se čtyřmi reliéfy ze života světice pro Andělský hrad v Římě a menší mramorovou sochu pro vatikánskou knihovnu. Dále dodal 13 bronzových soch křížové cesty na úpatí hory Monte Castellana v San Giovanni Rotondo (z roku 1971), tamtéž jsou sochy Panny Marie a Otce Pia. Vytvořil tři sochy papežů v nadživotním měřítku: papeže Pia XII. na oltář sv. Šebestiána v bazilice svatého Petra v Římě,  sochu papeže Pia XI. pro dóm v Miláně a sochu papeže Pavla VI. pro Vatikánské muzeum současného církevního umění.
V Pavii vytvořil dva monumenty: pro budovu univerzity sochu ozbrojené bohyně Minervy a před dómem bronzový jezdecký pomník Slunečního krále (Regisole), na motivy antické jezdecké sochy císaře, kterou zničili jakobíni v roce 1796. 
Messina byl také oblíbeným tvůrcem náhrobní plastiky (v Římě, v Miláně a v Paříži na Père-Lachaise).

## Muzea
Výběr 100 soch je vystaven ve  stálé expozici Messinova muzea v odsvěceném kostele San Sisto al Carrobbio v Miláně.
Svými díly je zastoupen rovněž ve velkých muzeích po celém světě.